# Messier 96
A Messier 96 (más néven M96, vagy NGC 3368) spirálgalaxis a Leo (Oroszlán) csillagképben.

## Felfedezése
Az M95 spirálgalaxist Pierre Méchain fedezte fel 1781. március 20-án. Charles Messier 1780. március 24-én katalogizálta.

## Tudományos adatok
Az M95 a Leo I galaxiscsoport (más néven M96 galaxiscsoport) legfényesebb tagja. 1998. május 9-én egy fényes Ia típusú szupernóvát fedeztek fel a galaxisban (SN 1998bu).